# Nealcidion meridanum
Nealcidion meridanum là một loài bọ cánh cứng trong họ Cerambycidae.